# ألكسندرا دين
ألكسندرا دين (بالإنجليزية: Alexandra Dane)‏ هي ممثلة بريطانية، ولدت في عقد 1940.

## وصلات خارجية
- ألكسندرا دين على موقع IMDb (الإنجليزية)
- ألكسندرا دين على موقع قاعدة بيانات الفيلم (الإنجليزية)